# جوایز سزار
جوایز سزار (به فرانسوی: César du cinéma) جوایز سینمایی ملی فرانسه است که نخستین بار در سال ۱۹۷۶ بنیان نهاده شد. جوایز سزار، سالانه در پاریس توسط آکادمی هنرها و فنون سینمای فرانسه (به فرانسوی: Académie des Arts et Techniques du Cinéma) به متخصصان هنر هفتم در کتگوری‌های گوناگون برای ادای احترام به بهترین آثار فرانسوی اعطا می‌گردد. مراسم سزار، نخستین مراسم اهدای جوایز بزرگ در فرانسه و قدیمی‌ترین مراسم در گستره‌ دیداری‌شنیداری و سرگرمی است. جایزه مولیر برای تئاتر، ویکتوار د لا موزیک برای واریته، جاز یا کلاسیک (امروزه به سه مراسم مجزا تقسیم شده) و Sept d'or برای تلویزیون (که امروزه فسخ گردیده) بر همان مدل، گسترش یافته. جوایز سزار، همواره، ماه فوریه هر سال، در تئاتر دو شاتله پاریس برگزار می‌شود. این جوایز که از فلزی فشرده تشکیل گردیده توسط سزار بالداچینی، مجسمه‌ساز فرانسوی در سال ۱۹۷۵ طراحی شد.
جایزه سزار بالاترین افتخار سینمایی در فرانسه، معادل جایزه مولیر برای تئاتر در صنعت فیلم فرانسه و جایزه ویکتوار د لا موزیک در موسیقی است. در سینما این جایزه معادل جایزه اسکار است.
این جایزه توسط ژرژ کراون که خالق جایزه مولیر برای تئاتر بود، ساخته شد.
آرزوهای بربادرفته در چهل و هفتمین جوایز سزار، برنده بهترین فیلم و بهترین اقتباس سینمایی به کارگردانی (Xavier Giannoli با گویش درست فرانسوی: زاویه جانّولی) شد.

## تاریخچه
در سال ۱۹۷۴، ژرژ کراون آکادمی هنرها و تکنیک‌های سینما را تأسیس کرد که از همان ابتدا قصد داشت به دستاوردها و برجسته‌ترین اثر هنری سینمایی پاداش و جایزه دهد تا معادل فرانسوی اسکار آمریکایی داشته باشد. اولین مراسم جوایز سزار - که به عنوان «شب سزار» نیز شناخته می‌شود - در ۳ آوریل ۱۹۷۶ به ریاست ژان گابن برگزار شد که چند ماه قبل از مرگش نشسته روی ویلچر مراسم را از ردیف اول تماشا کرد. نام این جایزه برگرفته از مجسمه‌ساز سزار، طراح جایزه‌ای است که به برندگان در هر بخش اهدا می‌شود. همچنین ادای احترامی است به رایمو، بازیگر بزرگ فرانسوی و مجری سه‌گانه مارسی مارسل پانیول که در آن رایمو شخصیت سزار را بازی کرد.

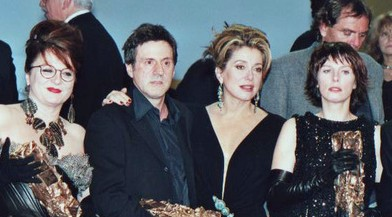
جوزین بالاسکو، دانیل اوتوی، کاترین دنو و کارین ویارد در مراسم جوایز سزار ۲۰۰۰

از سال ۱۹۵۵ تا ۱۹۷۵ جوایز دیگری اهدا می‌شد. جوایز دیگری در گذشته به سینمای فرانسه اعطا شده بود، از سال ۱۹۳۵ تا ۱۹۸۶، جایزه بزرگ سینما فرانسه که توسط پیشگام سینما، لوئیس لومیر تأسیس شده بود، به یک فیلم در سال داده می‌شد. در دهه ۱۹۵۰، جایزه ویکتوار د سینما فرانسه، در ماه ژوئن هر سال اعطا می‌شد. این جایزه که در مقایسه با جایزه اوتوی د کریستال فاقد شور و شوق عمومی بود، پس از سال ۱۹۶۴ متوقف شد.
دسته‌هایی که در سال‌های اخیر اضافه شده‌اند عبارتند از: امیدوارکننده‌ترین بازیگر مرد/زن، بهترین مستند و بهترین فیلم انیمیشن، در حالی که جوایز به افتخار بهترین پوستر فیلم و بهترین تهیه‌کننده حذف شده‌اند.
با شروع چهل و سومین مراسم سزار در سال ۲۰۱۸، جایزه ویژه جدیدی به نام César du public به فیلم فرانسوی با بیشترین فروش باکس آفیس در سال گذشته و ابتدای سال جاری تعلق می‌گرفت. این جایزه نیز به فیلم‌های کمدی فرانسوی، که همچنان محبوب‌ترین ژانر در فرانسه هستند، جایزه می‌دهد.
در طی چهل و پنجمین مراسم جوایز سزار در سال ۲۰۲۰، آدل انل بازیگر فرانسوی که شخصیت اصلی در فیلم پرتره بانویی در آتش را بازی کرد، هنگامی که جایزه بهترین کارگردانی به رومن پولانسکی اعتراض به این واقعیت که سوء استفاده‌کنندگان قابل توجه جنسی اعلام شد، اتاق را ترک کرد. صنعت فیلم زمانی می‌توانند جوایزی دریافت کنند که قربانیان آنها به سکوت فروکش کنند. پولانسکی در سال ۱۹۷۹ به رابطه جنسی غیرقانونی با یک نوجوان ۱۳ ساله در کالیفرنیا محکوم شد و علاوه بر این به موارد دیگری از تجاوز جنسی متهم شد.

## تندیس

جایزه سزار

تندیس‌های سزار تندیس‌های فشرده‌شده‌ای از اشیاء فلزی هستند که در سال ۱۹۷۵ توسط مجسمه‌ساز سزار بالداچینی، دوست ژرژ کراون، طراحی شده‌اند که نام آن‌ها را به عنوان به اسکار گذاشته‌است، تلفظ این نام نزدیک به فیلم سزار ساخته مارسی پاگنول است. این قطعات آهنگری بر خلاف جوایز اسکار که با طلا اندود شده‌اند از برنز طبیعی صیقلی ساخته شده‌اند. دومی مستقیماً الهام بخش اولین جایزه AATC در سال ۱۹۷۶ بود که حلقه ای از فیلم بود که یک شبح را در بر می‌گرفت. در سال ۱۹۷۷، قبل از استقبال از ترکیبی از بازیگران، بالداچینی از فشرده سازی فعلی هشت در هشت سانتی‌متر با وزن ۳٫۶ کیلوگرم و ریخته‌گری Bocquel در نرماندی رونمایی کرد. هزینه یک سزار به‌طور رسمی فاش نشده‌است، اما حدود ۱۵۰۰ یورو تخمین زده می‌شود.

## روند رای‌گیری
رای‌گیری از طریق دو برگه رای و از راه پست انجام می‌شود: اولی برای تعیین نامزدها در هر دسته (سه تا پنج، بسته به رشته) و دومی برای تعیین برنده.
رای‌دهندگان حرفه‌ایی در این زمینه هستند که تعدادشان ۴۰۰۰ تَن است که به ۱۲ دسته تقسیم می‌شوند: (بازیگران، کارگردانان، نویسندگان، تکنسین‌ها، تهیه‌کنندگان، توزیع‌کنندگان و فروشندگان بین‌المللی، اپراتورها، عوامل هنری، صنایع فنی، مدیران بازیگران، افسران مطبوعات و همکاران). معیارهای رای‌گیری عبارتند از: نشان دادن یک حرفه به نسبت ثابت در فیلم و دریافت حمایت مالی مضاعف در آکادمی هنر و تکنیک‌های سینما. نامزدها یا برندگان دوره‌های قبلی از این تشریفات مستثنی هستند.
برای کمک به رای‌دهندگان، آکادمی هر سال فیلم‌هایی را که در فرانسه منتشر می‌شوند شناسایی می‌کند و راهنمای آثار و افراد حرفه‌ای واجد شرایط را ارائه می‌دهد. یک مجموعه دی‌وی‌دی از تولیدهای فرانسوی یا عمدتاً فرانسوی تولید شده در طول سال، در ماه دسامبر همراه با کاتالوگ فیلم‌ها برای انتخاب‌کنندگان ارسال می‌شود. پس از مشخص شدن نامزدها، در پایان ژانویه، نمایش‌ ویژه فیلم‌های نامزد شده در "سینما  لو بالزاکِ پاریس"، در نزدیکی شانزه‌لیزه نمایش داده می‌شود. هر سال یک ناهار ویژه برای نامزدها در رستوران معروف "فوکِه" در شانزه‌لیزه، چند هفته پیش از مراسم برگزار می‌شود.

## دسته‌بندی جوایز
- جایزه سزار بهترین فیلم
- جایزه سزار بهترین کارگردانی
- جایزه سزار بهترین بازیگر مرد
- جایزه سزار بهترین بازیگر زن
- جایزه سزار بهترین بازیگر نقش مکمل مرد
- جایزه سزار بهترین بازیگر نقش مکمل زن
- جایزه سزار بهترین بازیگر مرد آینده‌دار
- جایزه سزار بهترین بازیگر زن آینده‌دار
- جایزه سزار بهترین اقتباس
- جایزه سزار بهترین فیلم‌نامه غیراقتباسی
- جایزه سزار بهترین فیلم بلند اول
- جایزه سزار بهترین فیلم خارجی
- جایزه سزار بهترین فیلم پویانمایی
- جایزه سزار بهترین فیلم مستند
- جایزه سزار بهترین فیلم کوتاه
- جایزه سزار بهترین فیلم پویانمایی کوتاه
- جایزه سزار بهترین فیلمبرداری
- جایزه سزار بهترین طراحی لباس
- جایزه سزار بهترین تدوین
- جایزه سزار بهترین موسیقی غیراقتباسی
- جایزه سزار بهترین طراحی صحنه
- جایزه سزار بهترین صداگذاری

## یادداشت
فیلم‌هایی که ۱۰ بار یا بیشتر نامزد جایزه سزار شده‌اند.
| فیلم                                 | سال  | نامزد | برنده |
| ------------------------------------ | ---- | ----- | ----- |
| آملی                                 | ۲۰۰۱ | ۱۳    | ۴     |
| Cyrano de Bergerac                   | ۱۹۹۰ | ۱۳    | ۱۰    |
| Subway                               | ۱۹۸۵ | ۱۳    | ۳     |
| یک پیامبر                            | ۲۰۰۹ | ۱۳    | ۹     |
| Polisse                              | ۲۰۱۲ | ۱۳    | ۲     |
| Camille redouble                     | ۲۰۱۳ | ۱۳    | ۰     |
| ۸ زن                                 | ۲۰۰۲ | ۱۲    | ۰     |
| آخرین مترو                           | ۱۹۸۰ | ۱۲    | ۱۰    |
| Tchao Pantin                         | ۱۹۸۴ | ۱۲    | ۵     |
| کامیل کلودل                          | ۱۹۸۸ | ۱۲    | ۵     |
| Queen Margot                         | ۱۹۹۴ | ۱۲    | ۵     |
| مسخره                                | ۱۹۹۶ | ۱۲    | ۴     |
| Same Old Song                        | ۱۹۹۷ | ۱۲    | ۷     |
| یکشنبه طولانی نامزدی                 | ۲۰۰۴ | ۱۲    | ۵     |
| The Minister                         | ۲۰۱۲ | ۱۲    | ۳     |
| All the World's Mornings             | ۱۹۹۱ | ۱۱    | ۷     |
| Nelly and Mr. Arnaud                 | ۱۹۹۵ | ۱۱    | ۲     |
| A Secret                             | ۲۰۰۷ | ۱۱    | ۱     |
| À l'origine                          | ۲۰۰۹ | ۱۱    | ۱     |
| Of Gods and Men                      | ۲۰۱۰ | ۱۱    | ۳     |
| Those Who Love Me Can Take the Train | ۱۹۹۸ | ۱۱    | ۳     |
| زیادی برات خوشگله                    | ۱۹۸۹ | ۱۱    | ۵     |
| زندگی مانند گل سرخ                   | ۲۰۰۷ | ۱۱    | ۵     |
| غریزه جنایت                          | ۲۰۰۸ | ۱۰    | ۳     |
| ضربان قلب من متوقف شده‌است            | ۲۰۰۵ | ۱۰    | ۸     |
| Clean Up                             | ۱۹۸۱ | ۱۰    | ۰     |
| پیانیست                              | ۲۰۰۲ | ۱۰    | ۷     |
| Thérèse                              | ۱۹۸۶ | ۱۰    | ۶     |
| Welcome                              | ۲۰۰۹ | ۱۰    | ۰     |
| آرتیست                               | ۲۰۱۲ | ۱۰    | ۶     |
| Farewell, My Queen                   | ۲۰۱۳ | ۱۰    | ۳     |
| عشق                                  | ۲۰۱۳ | ۱۰    | ۵     |